# Serenata n. 9 (Mozart)
La Serenata n. 9 in Re maggiore K320, detta anche Serenata Posthorn, è una composizione per orchestra scritta da Wolfgang Amadeus Mozart nel 1779.

## Storia
Dopo la morte della madre, avvenuta a Parigi alla fine del mese di luglio 1778, Mozart si convinse, anche se con riluttanza, a lasciare la Francia. Dopo una sosta a Mannheim e quindi a Monaco dove incontrò la famiglia Weber, rientrò a Salisburgo alla metà del 1779 dove era atteso dal padre. Nella città natale Mozart venne nominato Konzert-meister e organista di corte e si dedicò in particolare alla scrittura di opere religiose; non abbandonò però l'interesse per altre composizioni più "leggere" quali serenate e divertimenti che erano già state al centro del suo precedente periodo salisburghese fra il 1773 e il 1777.
Durante questo suo nuovo soggiorno a Salisburgo dimostrò di aver messo a frutto le esperienze parigine e soprattutto le acquisizioni tecniche ottenute a Mannheim in campo orchestrale. Le nuove composizioni dimostrano infatti una notevole accentuazione della sua maturità artistica. La Serenata in Re maggiore che egli scrisse nell'estate di quell'anno, terminandola il 3 di agosto, è un chiaro esempio dei progressi tecnici raggiunti. La partitura fu scritta da Mozart per la cerimonia degli esami finali dell'anno accademico dell'Università di Salisburgo, detta Finalmusik. La serenata è chiamata Posthorn poiché prevede nell'organico anche la presenza di un corno postale nel secondo Trio del secondo Minuetto; la denominazione non è originale, ma è stata attribuita alla composizione in tempi successivi.

## Struttura
La Serenata in Re maggiore è articolata in sette movimenti:
1. Adagio maestoso (Re maggiore). Allegro con spirito (Re maggiore)
2. Minuetto e Trio. Allegretto (Re maggiore)
3. Concertante. Andante grazioso (Sol maggiore)
4. Rondò. Allegro ma non troppo (Sol maggiore)
5. Andantino (Re minore)
6. Minuetto. Primo Trio e secondo Trio (Re maggiore)
7. Finale. Presto (Re maggiore)

## Analisi
Le Serenate scritte da Mozart fino al suo soggiorno parigino appartenevano, come del resto i Divertimenti, le Cassazioni e le suite di danze, al genere di musica tipicamente di società, scritte per lo più per lo svago della Corte. Questa musica di intrattenimento, destinata a piccole compagini strumentali, era solitamente costituita da pezzi brevi; con la Serenata n. 9 al genere galante si sostituisce una nuova tipologia di composizione più complessa e dal carattere, seppur ancora latente, intimamente drammatico. La composizione, in sette movimenti, prevede un organico strumentale più ricco del consueto; l'ampiezza notevole del primo e dell'ultimo tempo la caratterizzano con una dimensione indubbiamente sinfonica.
Il primo movimento prende l'avvio con un Adagio maestoso dall'aspetto lento, ma grandioso, per passare poi al tema principale esposto nell'Allegro con spirito, brano vivace e festoso sottolineato da un ritmo brillante; il tema secondario è in netto contrasto e richiama la costruzione di un primo tempo di sinfonia.
Il secondo movimento è un Minuetto con Trio allegro e brioso che riporta all'atmosfera tipica delle Serenate; è seguito da un Concertante dove i legni, contrapposti agli archi, svolgono una funzione di dialogo, a volte come strumenti singoli, a volte a gruppi variati. Questo aspetto di dialogo concertante prosegue anche nell'Allegro non troppo del quarto movimento successivo, il Rondò.
Il quinto movimento è un Andantino che contrasta in parte con l'allegra spensieratezza precedente con un carattere più pacato e meditativo. A seguire il secondo Minuetto che inizia con un piglio incisivo lasciando poi spazio al primo Trio che ha come protagonista l'ottavino (flautino in partitura) che affianca la linea melodica dei violini; il secondo Trio è caratterizzato dal corno postale che, con la sua particolare sonorità, connota di allegria il brano.
L'ultimo movimento, Finale. Presto, ha le ampie dimensioni del primo tempo; vigorosamente sinfonico in forma-sonata ha un importante ed energico tema principale che si propone alternativamente a quello secondario, più espressivo e aggraziato.

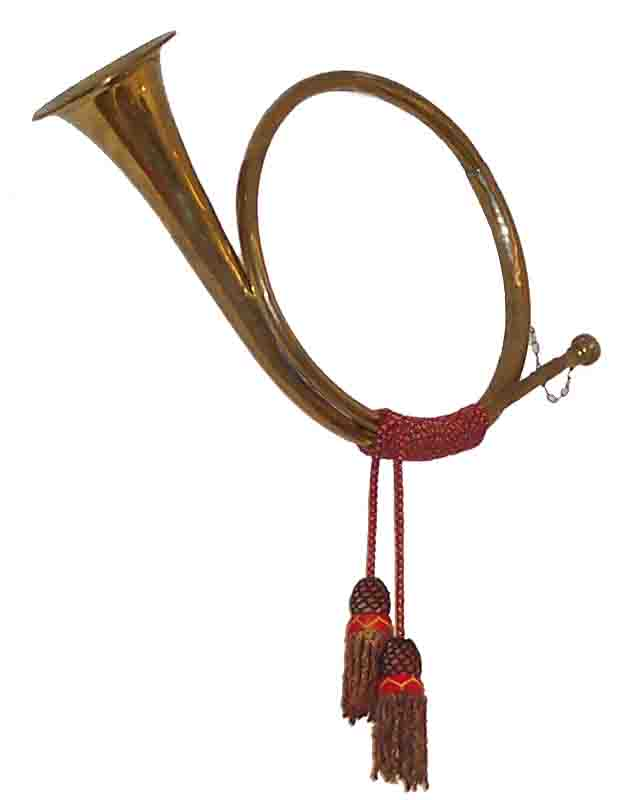
Corno postale

## Organico
Ottavino, due flauti, due oboi, due fagotti, due corni, corno postale, due trombe, timpani, archi.
Il corno postale, o da postiglione, è uno strumento appartenente alla famiglia degli ottoni; all'epoca di Mozart era uno strumento professionale del postiglione e veniva da questi suonato alla partenza, all'arrivo e tutte le volte che, durante il tragitto, incontrava un altro vettore postale.